# Pomorska Wieś (gromada)
Pomorska Wieś – dawna gromada, czyli najmniejsza jednostka podziału terytorialnego Polskiej Rzeczypospolitej Ludowej w latach 1954–1972.
Gromady, z gromadzkimi radami narodowymi (GRN) jako organami władzy najniższego stopnia na wsi, funkcjonowały od reformy reorganizującej administrację wiejską przeprowadzonej jesienią 1954 do momentu ich zniesienia z dniem 1 stycznia 1973, tym samym wypierając organizację gminną w latach 1954–1972.
Gromadę Pomorska Wieś z siedzibą GRN w Pomorskiej Wsi utworzono – jako jedną z 8759 gromad na obszarze Polski – w powiecie elbląskim w woj. gdańskim na mocy uchwały nr 15/III/54 WRN w Gdańsku z dnia 5 października 1954. W skład jednostki weszły obszary dotychczasowych gromad Pomorska Wieś, Kamiennik Wielki, Wilkowo, Zalesie i Dębice
(bez obszaru o powierzchni 120 ha, położonego na zachód od drogi stanowiącej parcelę kat. Nr 18/3 i od zachodniej granicy parceli kat. Nr 81/26) ze zniesionej gminy Pomorska Wieś w tymże powiecie. Dla gromady ustalono 10 członków gromadzkiej rady narodowej.
1 stycznia 1958 z gromady Pomorska Wieś wyłączono kolonię Kamiennik Wielki, włączając ją do gromady Milejewo w tymże powiecie; do gromady Pomorska Wieś włączono natomiast wieś Sierpin ze znoszonej gromady Przezmark tamże.
1 stycznia 1972 gromadę zniesiono, a jej obszar włączono do gromad: Milejewo (miejscowości Dębie, Kamiennik Wielki, Pomorska Wieś, Wilkowo i Zalesie) i Komorowo Żuławskie (miejscowość Sierpin) w tymże powiecie.